# Football Club de Sion 2013-2014
Questa voce raccoglie le informazioni riguardanti il Football Club de Sion nelle competizioni ufficiali della stagione 2013-2014.

## Stagione
Nella stagione 2013-2014 il Sion, allenato da Michel Decastel, Laurent Roussey e Raimondo Ponte, concluse il campionato di Super League all'8º posto. In Coppa Svizzera il Sion fu eliminato agli ottavi di finale dal Lucerna.

## Rosa
| N. |                           | Ruolo | Calciatore       |
| -- | ------------------------- | ----- | ---------------- |
| 1  | Lettonia (bandiera)       | P     | Andris Vaņins    |
| 2  | Kosovo (bandiera)         | C     | Benjamin Kololli |
| 3  | Venezuela (bandiera)      | D     | Gabriel Cichero  |
| 4  | Montenegro (bandiera)     | D     | Miloš Bakrač     |
| 4  | Svizzera (bandiera)       | D     | Léo Lacroix      |
| 6  | Costa d'Avorio (bandiera) | C     | Xavier Kouassi   |
| 8  | Albania (bandiera)        | C     | Vullnet Basha    |
| 9  | Francia (bandiera)        | A     | Fousseyni Cissé  |
| 10 | Romania (bandiera)        | C     | Ovidiu Herea     |
| 11 | Brasile (bandiera)        | A     | Léo Itaperuna    |
| 12 | Svizzera (bandiera)       | C     | Daniel Follonier |
| 13 | RD del Congo (bandiera)   | A     | Chadrac Akolo    |
| 13 | Haiti (bandiera)          | A     | Kervens Belfort  |
| 14 | Svizzera (bandiera)       | D     | Joël Abanda      |
| 15 | Ghana (bandiera)          | C     | Ishmael Yartey   |
| 16 | Svizzera (bandiera)       | C     | Matteo Fedele    |

| N. |                      | Ruolo | Calciatore           |
| -- | -------------------- | ----- | -------------------- |
| 17 | Gambia (bandiera)    | D     | Pa Modou Jagne       |
| 18 | Svizzera (bandiera)  | P     | Steven Deana         |
| 20 | Ungheria (bandiera)  | D     | Vilmos Vanczák       |
| 21 | Ghana (bandiera)     | A     | Ebenezer Assifuah    |
| 22 | Svizzera (bandiera)  | D     | Vincent Rüfli        |
| 23 | Australia (bandiera) | C     | Dario Vidošić        |
| 24 | Svizzera (bandiera)  | C     | Max Veloso           |
| 25 | Francia (bandiera)   | C     | Jason Buaillon       |
| 26 | Svizzera (bandiera)  | C     | Michaël Perrier      |
| 28 | Svizzera (bandiera)  | D     | Beg Ferati           |
| 31 | Svizzera (bandiera)  | P     | Mathieu Débonnaire   |
| 32 | Svizzera (bandiera)  | D     | Arnaud Bühler        |
| 33 | Romania (bandiera)   | A     | Cristian Florin Ianu |
| 34 | Senegal (bandiera)   | D     | Birama Ndoye         |
| 77 | Cipro (bandiera)     | C     | Dīmītrīs Christofī   |

## Organigramma societario
Area tecnica
- Allenatore: Raimondo Ponte
- Allenatore in seconda: Amar Boumilat, Sébastien Fontbonne
- Preparatore dei portieri: Romain Crevoisier
- Preparatori atletici:

## Calciomercato

### Sessione estiva
| Acquisti | Acquisti           | Acquisti       | Acquisti |
| R.       | Nome               | da             | Modalità |
| -------- | ------------------ | -------------- | -------- |
| C        | Dario Vidošić      | Adelaide Utd   |          |
| A        | Ebenezer Assifuah  | Liberty Prof.  |          |
| C        | Dīmītrīs Christofī | Omonia         |          |
| A        | Fousseyni Cissé    | Le Mans        |          |
| P        | Mathieu Débonnaire | Losanna        |          |
| D        | Emiliano Dudar     | Chiasso        |          |
| D        | Beg Ferati         | Winterthur     |          |
| C        | Ovidiu Herea       | Rapid Bucarest |          |
| D        | Pa Modou Jagne     | San Gallo      |          |
| C        | Xavier Kouassi     | Servette       |          |
| C        | Freddy Mveng       | Wohlen         |          |
| C        | Michaël Perrier    | Bellinzona     |          |
| D        | Vincent Rüfli      | Servette       |          |
| C        | Ishmael Yartey     | Sochaux        |          |

| Cessioni | Cessioni           | Cessioni      | Cessioni |
| R.       | Nome               | a             | Modalità |
| -------- | ------------------ | ------------- | -------- |
| A        | Yannick N'Djeng    | Espérance     |          |
| D        | Adaílton           | Chiasso       |          |
| C        | Joaquim Adão       | Chiasso       |          |
| C        | Didier Crettenand  | Servette      |          |
| C        | Oussama Darragi    | Espérance     |          |
| C        | Gelson Fernandes   | Friburgo      |          |
| P        | Kevin Fickentscher | Losanna       |          |
| C        | Gennaro Gattuso    | Palermo       |          |
| A        | Kyle Lafferty      | Palermo       |          |
| A        | Dragan Mrđa        | Stella Rossa  |          |
| P        | Steve Saffioti     | Monthey       |          |
| C        | Anthony Sauthier   | Servette      |          |
| C        | Abdoul Yoda        | Astra Giurgiu |          |

### Sessione invernale
| Acquisti | Acquisti             | Acquisti      | Acquisti |
| R.       | Nome                 | da            | Modalità |
| -------- | -------------------- | ------------- | -------- |
| D        | Gabriel Cichero      | Nantes        |          |
| A        | Christ Mbondi        | BG Pathum Utd |          |
| A        | Kervens Belfort      | Le Mans       |          |
| A        | Cristian Florin Ianu | Sion II       |          |
| C        | Zhang Jiaqi          | Le Mans       |          |

| Cessioni | Cessioni          | Cessioni      | Cessioni |
| R.       | Nome              | a             | Modalità |
| -------- | ----------------- | ------------- | -------- |
| C        | Zhang Jiaqi       | Dalian Aerbin |          |
| D        | Mathieu Debons    | Monthey       |          |
| C        | Alberto Regazzoni | Chiasso       |          |
| A        | Gaëtan Karlen     | Bienne        |          |
| D        | André Marques     | Sion II       |          |
| C        | Freddy Mveng      | Sion II       |          |

## Risultati

### Super League

#### Prima fase, girone di andata
| Arbitro: | Klossner |

|                     |           |  |
| Gerndt 10’ Frey 42’ | Marcatori |  |

| Sion 21 luglio 2013, ore 13:45 CEST 2ª giornata | Sion  | 0 – 0 referto | Zurigo | Stade Tourbillon (6 850 spett.)\| Arbitro: \| Hänni \| |
| Arbitro:                                        | Hänni |               |        |                                                        |

| Arbitro: | Bieri |

|  |           |              |
|  | Marcatori | 9’ Montandon |

| Arbitro: | Erlachner |

|             |           |  |
| Bozanić 83’ | Marcatori |  |

| Zurigo 10 agosto 2013, ore 19:45 CEST 5ª giornata | Grasshoppers | 0 – 0 referto | Sion | Stadio Letzigrund (4 200 spett.)\| Arbitro: \| Amhof \| |
| Arbitro:                                          | Amhof        |               |      |                                                         |

| Sion 25 agosto 2013, ore 13:45 CEST 6ª giornata | Sion | 0 – 0 referto | Thun | Stade Tourbillon (5 850 spett.)\| Arbitro: \| San \| |
| Arbitro:                                        | San  |               |      |                                                      |

| Arbitro: | Graf |

|  |           |               |
|  | Marcatori | 14’ Itaperuna |

| Arbitro: | Kever |

|               |           |                                  |
| Itaperuna 24’ | Marcatori | 31’ Stocker 67’ Sio 79’ Streller |

| Arbitro: | Bieri |

|                                |           |             |
| Vidošić 70’ (rig.) Vanczák 77’ | Marcatori | 27’ Khelifi |

#### Prima fase, girone di ritorno
| Arbitro: | Hänni |

|                       |           |                         |
| Stocker 57’ Salah 65’ | Marcatori | 2’ Vanczák 87’ Assifuah |

| Arbitro: | Graf |

|                 |           |                       |
| Vidošić 8’, 80’ | Marcatori | 62’ Zárate 72’ Gerndt |

| Arbitro: | Studer |

|               |           |  |
| Schneuwly 87’ | Marcatori |  |

| Arbitro: | Erlachner |

|                         |           |  |
| Assifuah 13’ Yartey 90’ | Marcatori |  |

| Arbitro: | Klossner |

|                                          |           |  |
| Assifuah 3’ Herea 72’ (rig.) Vidošić 80’ | Marcatori |  |

| Arbitro: | San |

|                                                   |           |                 |
| Henrique 16’ Schönbächler 32’ Gavranović 59’, 73’ | Marcatori | 85’ (aut.) Koch |

| Arbitro: | Pache |

|           |           |                           |
| Herea 90’ | Marcatori | 32’ Andrist 68’ Hallenius |

| Arbitro: | Amhof |

|                         |           |  |
| Mathys 60’ Wüthrich 65’ | Marcatori |  |

| Arbitro: | Klossner |

|                               |           |                  |
| Tafer 68’ Coly 82’ Banana 89’ | Marcatori | 45’ (rig.) Herea |

#### Seconda fase, girone di andata
| Arbitro: | Pache |

|                |           |  |
| Gavranović 45’ | Marcatori |  |

| Arbitro: | Klossner |

|           |           |               |
| Herea 32’ | Marcatori | 5’, 61’ Ravet |

| Arbitro: | Studer |

|                 |           |  |
| Frei 57’ (rig.) | Marcatori |  |

| Arbitro: | Hänni |

|                               |           |                    |
| Zuffi 31’ Sadik 42’ Nikçi 50’ | Marcatori | 84’ (rig.) Vidošić |

| Arbitro: | Jaccottet |

|                                        |           |  |
| Vanczák 9’ Christofī 56’ Itaperuna 76’ | Marcatori |  |

| Arbitro: | Studer |

|                                  |           |                       |
| Herea 8’ Itaperuna 60’ Jagne 71’ | Marcatori | 3’ Puljić 10’ Lezcano |

| Arbitro: | Amhof |

|                                |           |                    |
| Gashi 22’, 29’, 81’ Dabour 66’ | Marcatori | 56’, 61’ Itaperuna |

| Arbitro: | Graf |

|                               |           |  |
| Radice 21’ Lüscher 49’ (rig.) | Marcatori |  |

| Arbitro: | Hänni |

|               |           |          |
| Itaperuna 79’ | Marcatori | 5’ Nushi |

#### Seconda fase, girone di ritorno
| Arbitro: | Graf |

|  |           |              |
|  | Marcatori | 7’ Itaperuna |

| Arbitro: | Bieri |

|  |           |                 |
|  | Marcatori | 72’ (rig.) Frei |

| Berna 17 aprile 2014, ore 19:45 CEST 30ª giornata | Young Boys | 0 – 0 referto | Sion | Stade de Suisse (15 701 spett.)\| Arbitro: \| Studer \| |
| Arbitro:                                          | Studer     |               |      |                                                         |

| Arbitro: | Hänni |

|                         |           |  |
| Rüfli 69’ Christofī 78’ | Marcatori |  |

| Arbitro: | Studer |

|  |           |              |
|  | Marcatori | 47’ Assifuah |

| Arbitro: | Bieri |

|              |           |  |
| Assifuah 52’ | Marcatori |  |

| Arbitro: | Schärer |

|                                   |           |              |
| Fedele 20’ Vidošić 45’ Yartey 83’ | Marcatori | 88’ Schenkel |

| Arbitro: | Graf |

|                              |           |  |
| Rodríguez 59’ Vitkieviez 90’ | Marcatori |  |

| Arbitro: | Pache |

|                                |           |               |
| Assifuah 2’, 21’ Follonier 71’ | Marcatori | 33’ Feltscher |

### Coppa Svizzera
| 17 agosto 2013, ore 14:30 CEST Primo turno | Sursee | 1 – 3 | Sion |  |

| 15 settembre 2013, ore 14:30 CEST Secondo turno | Wohlen | 0 – 1 | Sion |  |

| 10 novembre 2013, ore 15:30 CET Ottavi di finale | Lucerna | 1 – 0 | Sion |  |

## Statistiche

### Statistiche di squadra
| Competizione   | Punti | In casa | In casa | In casa | In casa | In casa | In casa | In trasferta | In trasferta | In trasferta | In trasferta | In trasferta | In trasferta | Totale | Totale | Totale | Totale | Totale | Totale | DR |
| Competizione   | Punti | G       | V       | N       | P       | Gf      | Gs      | G            | V            | N            | P            | Gf           | Gs           | G      | V      | N      | P      | Gf     | Gs     | DR |
| -------------- | ----- | ------- | ------- | ------- | ------- | ------- | ------- | ------------ | ------------ | ------------ | ------------ | ------------ | ------------ | ------ | ------ | ------ | ------ | ------ | ------ | -- |
| Super League   | 43    | 18      | 9       | 4       | 5       | 28      | 17      | 18           | 3            | 3            | 12           | 10           | 28           | 36     | 12     | 7      | 17     | 38     | 45     | -7 |
| Coppa Svizzera | -     | 0       | 0       | 0       | 0       | 0       | 0       | 3            | 2            | 0            | 1            | 4            | 2            | 3      | 2      | 0      | 1      | 4      | 2      | +2 |
| Totale         | 43    | 18      | 9       | 4       | 5       | 28      | 17      | 21           | 5            | 3            | 13           | 14           | 30           | 39     | 14     | 7      | 18     | 42     | 47     | -5 |

### Andamento in campionato
| Giornata  | 1 | 2 | 3 | 4 | 5 | 6 | 7 | 8 | 9 | 10 | 11 | 12 | 13 | 14 | 15 | 16 | 17 | 18 | 19 | 20 | 21 | 22 | 23 | 24 | 25 | 26 | 27 | 28 | 29 | 30 | 31 | 32 | 33 | 34 | 35 | 36 |
| --------- | - | - | - | - | - | - | - | - | - | -- | -- | -- | -- | -- | -- | -- | -- | -- | -- | -- | -- | -- | -- | -- | -- | -- | -- | -- | -- | -- | -- | -- | -- | -- | -- | -- |
| Luogo     | T | C | C | T | T | C | T | C | C | T  | C  | T  | C  | C  | T  | C  | T  | T  | T  | C  | T  | T  | C  | C  | T  | T  | C  | T  | C  | T  | C  | T  | C  | C  | T  | C  |
| Risultato | P | N | P | P | N | N | V | P | V | N  | N  | P  | V  | V  | P  | P  | P  | P  | P  | P  | P  | P  | V  | V  | P  | P  | N  | V  | P  | N  | V  | V  | V  | V  | P  | V  |
| Posizione | 8 | 8 | 9 | 9 | 9 | 9 | 9 | 9 | 9 | 9  | 8  | 9  | 8  | 7  | 8  | 9  | 9  | 9  | 9  | 9  | 9  | 9  | 9  | 9  | 9  | 9  | 9  | 9  | 9  | 9  | 9  | 9  | 9  | 9  | 9  | 8  |

Legenda:

Luogo: C = Casa; T = Trasferta. Risultato: V = Vittoria; N = Pareggio; P = Sconfitta.

### Statistiche dei giocatori
| J. Abanda     | 0  | 0 | 0  | 0 |
| C. Akolo      | 2  | 0 | 0  | 0 |
| E. Assifuah   | 24 | 7 | 1  | 0 |
| M. Bakrač     | 2  | 0 | 1  | 0 |
| V. Basha      | 16 | 0 | 4  | 0 |
| K. Belfort    | 0  | 0 | 0  | 0 |
| J. Buaillon   | 3  | 0 | 0  | 0 |
| A. Bühler     | 13 | 0 | 3  | 0 |
| D. Christofī  | 30 | 2 | 2  | 0 |
| G. Cichero    | 8  | 0 | 1  | 0 |
| F. Cissé      | 5  | 0 | 0  | 0 |
| S. Deana      | 1  | 0 | 1  | 0 |
| E. Dudar      | 0  | 0 | 0  | 0 |
| M. Débonnaire | 0  | 0 | 0  | 0 |
| M. Fedele     | 11 | 1 | 3  | 0 |
| B. Ferati     | 31 | 0 | 6  | 0 |
| D. Follonier  | 1  | 1 | 0  | 0 |
| O. Herea      | 29 | 5 | 7  | 1 |
| C. Ianu       | 0  | 0 | 0  | 0 |
| L. Itaperuna  | 33 | 8 | 4  | 0 |
| P. Jagne      | 31 | 1 | 5  | 0 |
| G. Karlen     | 6  | 0 | 0  | 0 |
| B. Kololli    | 9  | 0 | 0  | 0 |
| X. Kouassi    | 25 | 0 | 6  | 1 |
| L. Lacroix    | 15 | 0 | 3  | 0 |
| A. Marques    | 1  | 0 | 0  | 0 |
| F. Mveng      | 5  | 0 | 0  | 0 |
| Y. N'Djeng    | 3  | 0 | 0  | 0 |
| B. Ndoye      | 23 | 0 | 1  | 0 |
| M. Perrier    | 23 | 0 | 4  | 2 |
| V. Rüfli      | 29 | 1 | 11 | 1 |
| V. Vanczák    | 29 | 3 | 9  | 0 |
| A. Vaņins     | 35 | 0 | 3  | 0 |
| M. Veloso     | 10 | 0 | 2  | 0 |
| D. Vidošić    | 29 | 6 | 3  | 0 |
| I. Yartey     | 22 | 2 | 2  | 0 |